# Johannes Kirchner
Johannes Ernst Kirchner (* 13. Septemberjul. / 25. September 1859greg. in Reval; † 27. Juni 1940 in Berlin) war ein deutscher klassischer Philologe und Epigraphiker.

## Leben
Johannes Kirchner wuchs zunächst in Sankt Petersburg auf, wo sein Vater Julius Kirchner eine Schule leitete, und besuchte ab 1874 Schulpforta. 1880 begann er mit dem Studium der klassischen Philologie und Geschichte in Halle und Bonn (bei Hermann Usener und Franz Bücheler) und promovierte 1883 in Halle mit einer Arbeit über Demosthenes. Während seines Studiums wurde er Mitglied der Akademisch-Musikalischen Verbindung Ascania Halle (im Sondershäuser Verband). Von 1884 bis zu seiner Pensionierung 1924 war er Lehrer am Friedrich-Wilhelm-Gymnasium in Berlin. Zugleich leitete er von 1905 bis 1925 die griechischen Stilübungen an der Universität Berlin.
Der Bibliotheksdirektor Joachim Kirchner ist sein Sohn.

## Leistungen
Kirchner war neben seiner Schultätigkeit wissenschaftlich auf dem Gebiet der Epigraphik und Prosopographie des antiken Athen tätig. Sein Name ist vor allem mit zwei großen Projekten verbunden, der Prosopographia Attica, einer Sammlung von 16.000 Kurzbiographien von vor allem inschriftlich bezeugten Athenern, und dem Corpus der attischen Inschriften nach dem Jahr 403/402 v. Chr. (2. Ausgabe von Band II/III der Inscriptiones Graecae), das größtenteils noch nicht ersetzt ist. Aus seiner Forschung zur attischen Prosopographie stammten auch die fast 3000 Artikel in Paulys Realencyclopädie der classischen Altertumswissenschaft (RE).

## Auszeichnungen und Ehrungen
Im Jahr 1939 wurde ihm die Goethe-Medaille für Kunst und Wissenschaft verliehen.

## Schriften
- Prosopographia Attica. 2 Bände. Reimer, Berlin 1901–1903. Nachdrucke: de Gruyter, Berlin 1966; Ares, Chicago 1981, ISBN 0-89005-387-1.
- Inscriptiones Atticae Euclidis anno posteriores. 4 Teile in 7 Faszikeln. Reimer, Berlin 1913–1940. Nachdrucke: Ares Publishers, Chicago 1974; de Gruyter, Berlin 1977.
- Imagines inscriptionum Atticarum. Ein Bilderatlas epigraphischer Denkmäler Attikas. Mann, Berlin 1935. 2. Auflage, durchgesehen von Günther Klaffenbach. Mann, Berlin 1948.